# 克林貢語

克林貢語字母及數字表示法

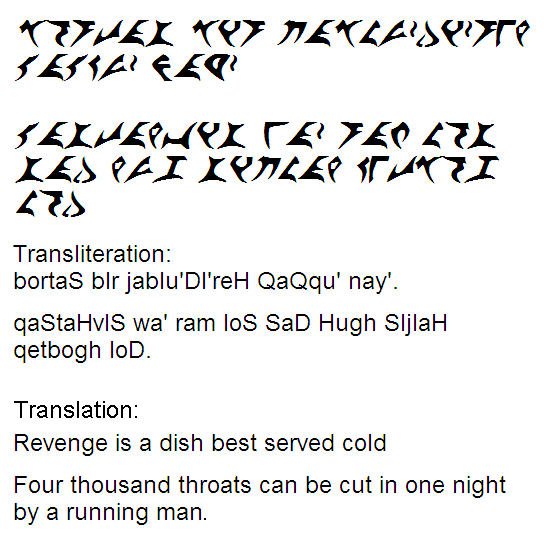
克林貢語文書範例

克林貢語（英語：Klingon language，tlhIngan Hol，發音:/ˈt͡ɬɪ.ŋɑn xol/）是一種人造語言，用作電影《星艦奇航記》中的外星種族克林貢人的語言，克林貢語和美洲土著語言有點相似。
克林貢語使用宾谓主结构這種在自然人類語言中第二少採用的語序，以便使得人們對其有非人類外星語言的感覺。
在《星艦奇航記》片系中，劇中人普遍把Klingon念成Kling-on而非Klin-gon，與中文音譯為「克林貢」的讀音並不相符。

## 音系

### 子音
|        |      | 唇音   | 齒音/齒齦音 | 齒音/齒齦音 | 捲舌音 | 齒齦後音 /硬顎音 | 軟齶音 | 小舌音 | 聲門音 |
| 中音   | 邊音 | 唇音   |             |             | 捲舌音 | 齒齦後音 /硬顎音 | 軟齶音 | 小舌音 | 聲門音 |
| ------ | ---- | ------ | ----------- | ----------- | ------ | ---------------- | ------ | ------ | ------ |
| 塞音   | 清音 | p /pʰ/ | t /tʰ/      |             |        |                  |        | q /qʰ/ | ' /ʔ/  |
| 塞音   | 濁音 | b /b/  |             |             | D /ɖ/  |                  |        |        |        |
| 塞擦音 | 清音 |        |             | tlh /t͡ɬ/    |        | ch /t͡ʃ/          |        | Q /q͡χ/ |        |
| 塞擦音 | 濁音 |        |             |             |        | j /d͡ʒ/           |        |        |        |
| 擦音   | 清音 |        |             |             | S /ʂ/  |                  | H /x/  |        |        |
| 擦音   | 濁音 | v /v/  |             |             |        |                  | gh /ɣ/ |        |        |
| 鼻音   | 鼻音 | m /m/  | n /n/       |             |        |                  | ng /ŋ/ |        |        |
| 顫音   | 顫音 |        | r /r/ (/ɹ/) |             |        |                  |        |        |        |
| 近音   | 近音 | w /w/  | r /r/ (/ɹ/) | l /l/       |        | y /j/            |        |        |        |

### 母音
⟨a⟩ – /ɑ/ – 開後不圓唇母音
⟨e⟩ – /ɛ/ – 半開前不圓唇母音
⟨I⟩ – /ɪ/ – 次闭次前不圆唇母音
⟨o⟩ – /o/ – 半閉後圓唇母音
⟨u⟩ – /u/ – 闭后圆唇母音

## 文法
克林貢語最常使用宾谓主结构，在一些情形中這種語序正好為英語語序的倒反：
DaH
現在
mojaq-mey-vam
後綴-複數-限定
DI-vuS-nIS-beʼ
第一人稱複數.主語.第三人稱單數.賓語-限制-需要-否定
ʼeʼ
名詞子句連接詞
vI-Har
第一人稱單數.主語.第三人稱單數.賓語-相信
"I believe that we do not need to limit these suffixes now."
「我相信我們現在不需要限制那些後綴。」

## 書寫系統
克林貢語字母及數字表示法，除了數字相對於常用的數字表示法外，字母表示法因語音的特性另成一套表示法。

## 使用
在現實生活中，有不少克林貢語的使用者。克林貢字典已經賣出超過25萬本，而威爾斯政府曾在公文書中用克林貢語回覆民眾的請求（民眾要求政府公開外星人資訊）。另外，Google搜尋引擎有克林貢語版本。

## 學習
Duolingo預計會推出給英語使用者的克林貢語學習課程（beta）。目前，克林贡语课程已经登录多邻国英语版本，并已经完成100%的孵化。克林贡语在多邻国中的标志为一个黑色太空中的双翼飞船。

## 參閲
- 克林貢語百科全書
- 克林貢語語法(Klingon grammar)
- 克林貢語音系(Klingon phonology)
- 克林貢語語言學院(Klingon Language Institute)

## 外部連結
- 克林貢語語言學會
- 論克林貢語
- 【電影冷知識】誰說「地球上沒有克林貢人可以溝通」？(繁體中文) （页面存档备份，存于）